# La Principal de Terrassa
La Principal de Terrassa és una cobla fundada l'any 1923.

## Consolidació
L'any 1925 s'incorporà el trombó a la cobla. Alguns músics gironins fundadors s'integraren definitivament a la cobla però d'altres van ser substituïts per músics terrassencs. Amb el temps es va ampliar el camp d'activitat de la cobla i es va convertir en una cobla-orquestra, a partir d'aquest moment ja podem parlar d'una cobla plenament consolidada.
L'any 1998, amb motiu del seu 75è aniversari, l'Obra del Ballet Popular li concedeix el Premi a la continuïtat.

## La cobla en l'actualitat
La Principal de Terrassa és una de les cobles més antigues de Catalunya, amb més de 90 anys d'actuacions ininterrompudes, ja que no es va desfer durant la Guerra Civil com va passar amb la majoria de cobles.
Al llarg de la seva història ha realitzat audicions a Madrid, València, Màlaga, al Palau de la Música de Barcelona i a diferents indrets de tot Catalunya. També ha comptat amb grans intèrprets, directors i compositors com Ricard Anglada, Joan Carreras, Emili Renalies, Víctor Bou, Francesc Camps, Ramon Serrat i Jordi León.
Al febrer de 2013, la cobla enregistra el seu primer disc "La Principal de Terrassa 90 anys" per celebrar el 90è aniversari de la formació. El disc compacte inclou sardanes dedicades a Terrassa i a l'entorn cultural de la ciutat, de compositors com Ricard Viladesau, Manel Saderra i Puigferrer i Francesc Mas Ros, sardanes clàssiques de Josep Saderra, Ramon Serrat i Josep Serra i Bonal, i també sardanes habituals al repertori de la cobla de compositors contemporanis com Jordi Molina i René Picamal.